# Betbeder
Betbeder es una localidad y centro rural de población con junta de gobierno de 4ª categoría del distrito Montoya del departamento Nogoyá, en la provincia de Entre Ríos, República Argentina. Se localiza a unos 12 km de la ciudad de Nogoyá. La población se nuclea alrededor de la capilla local, y se ocupan principalmente de actividades agrícola-ganaderas.
La población de la localidad, es decir sin considerar el área rural, era de 175 personas en 1991 y de 213 en 2001. La población de la jurisdicción de la junta de gobierno era de 299 habitantes en 2001.
Cuenta con una escuela de nivel primario y secundario, que lleva por nombre Francisco Ramírez N.º 10, y una comisaría rural a cargo de dos efectivos policiales, además de un centro de salud.
Es un núcleo de población rural que se formó a partir de comunidades de "hacheros desmontadores" hace más de un siglo, los cuales obtuvieron la donación de terrenos de sus originales empleadores para organizar su comunidad, la cual se llamó originalmente "Villa Matilde". Con la llegada del Ferrocarril General Urquiza tomó el nombre de su estación de trenes, Estación Betbeder, inaugurada en 1913.
El centro rural de población fue creado mediante el decreto 3792/1984 MGJE del 4 de octubre de 1984. Su primera junta de gobierno fue designada por el decreto 3798/1984 MGJE del mismo día. Nuevas autoridades fueron designadas en 1985 y 2000 y desde 2004 son elegidas por el pueblo.